# Joseph Pemberton

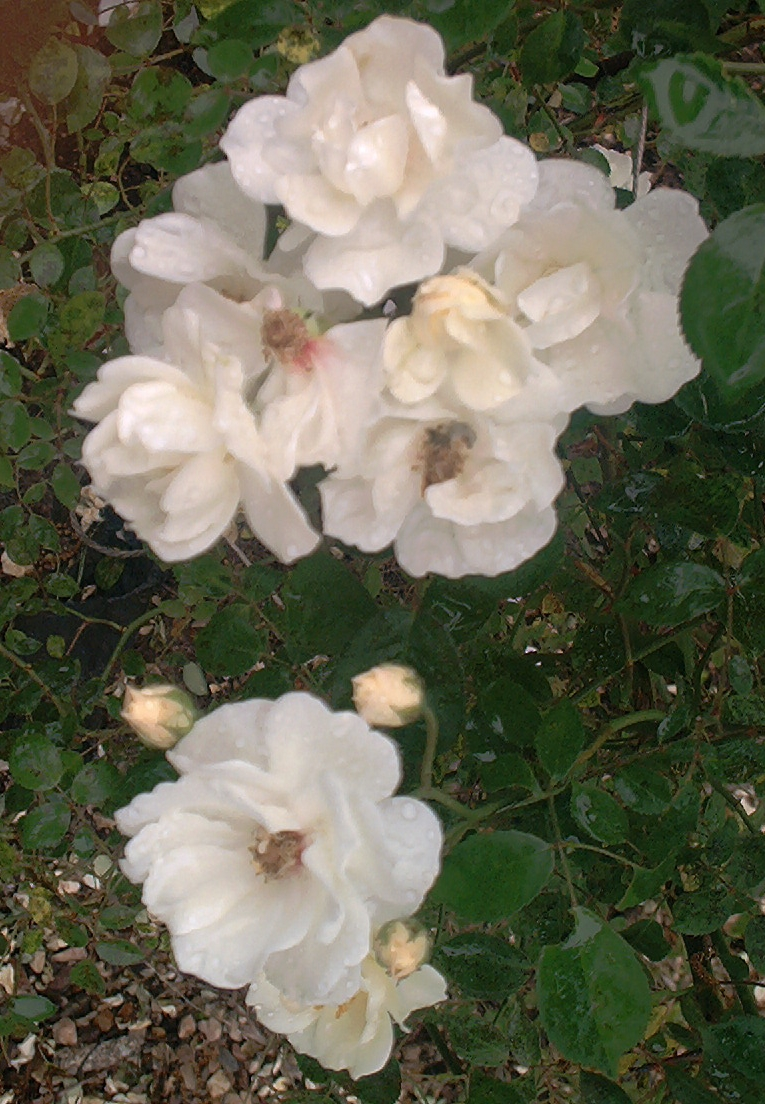
Rosa 'Moonlight', 1913

Joseph Hardwick Pemberton (1852–1926) fue un clérigo británico y horticultor rosalista, reconocido como el creador de la clase de margaritas híbridas cultivadas de las Rosas almizcleñas. Un cultivador de rosas aficionado, se unió al Royal National Rose Society poco después de su fundación, y en 1911 ya servía como su presidente.
Después de su retiro en 1914, Pemberton volvió hacia el cultivo y la creación de nuevos híbridos de rosa, utilizando el escalador 'Trier' (descendiente de 'Aglaia', un cruce de 1896 por Peter Lambert usando Rosa multiflora), que cruzó con híbridos de té para producir una clase de rosas muy perfumadas, generalmente en floración de racimos que permanecen como material de jardín popular hoy en día. Inicialmente se les clasifica también como híbrido de té, pero más tarde llevó a referirse a ellos como los "almizcles híbridos", sobre la base de un tenue vínculo entre 'Trier' y Rosa moschata.

## Rosas conseguidas por Pemberton
- 'Buff Beauty' - se pensaba por alguno que había sido creado por Pemberton, aunque en la práctica fue introducida por Ann Bentall en 1939, unos 13 años después de la muerte de Pemberton.[1]
- 'Clytemnestra'
- 'Cornelia'
- 'Danae'
- 'Felicia'
- 'Francesca'
- 'Kathleen'
- 'Moonlight'
- 'Nur Mahal'
- 'Pax White'
- 'Penelope'
- 'Prosperity'
- 'Robin Hood'
- 'Thisbe'
- 'Vanity'

## Algunas creaciones de Joseph Pemberton

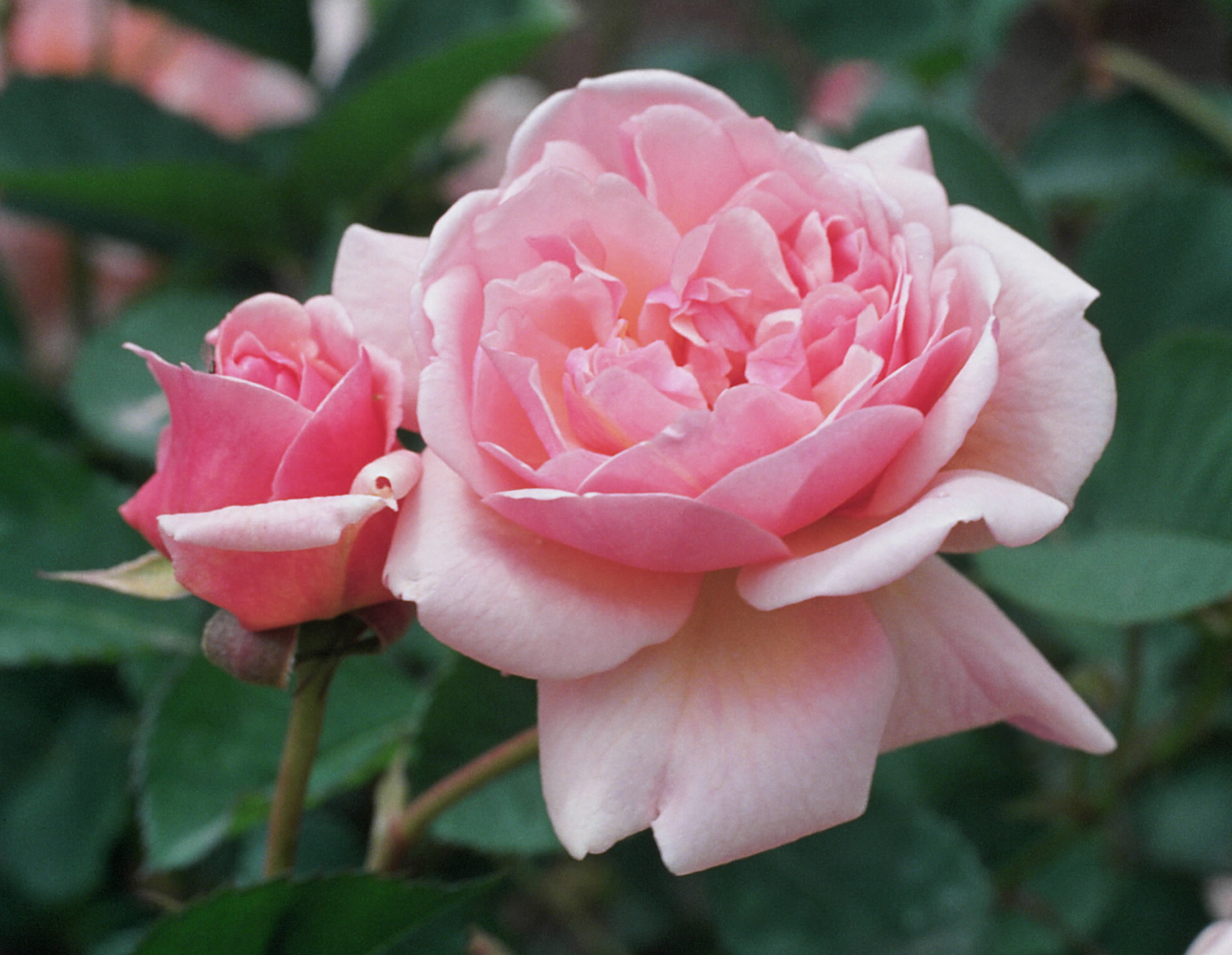
'Felicia', Pemberton 1928.
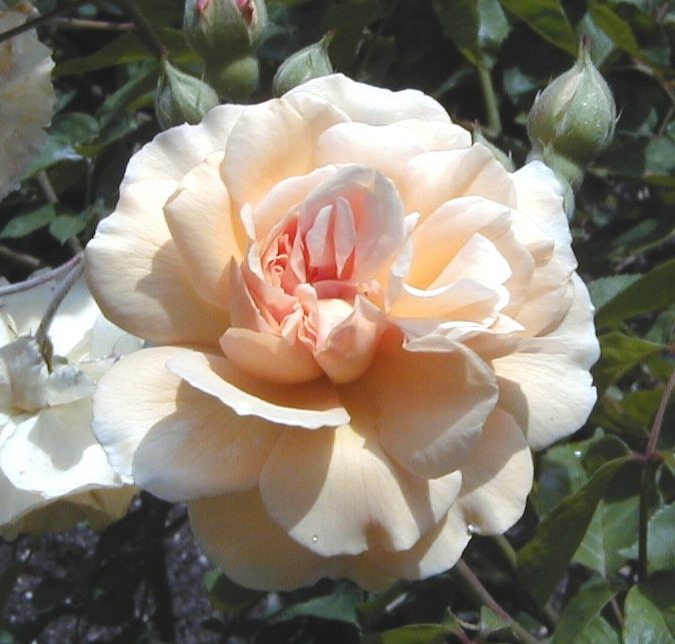
'Buff Beauty', Bentall 1939.
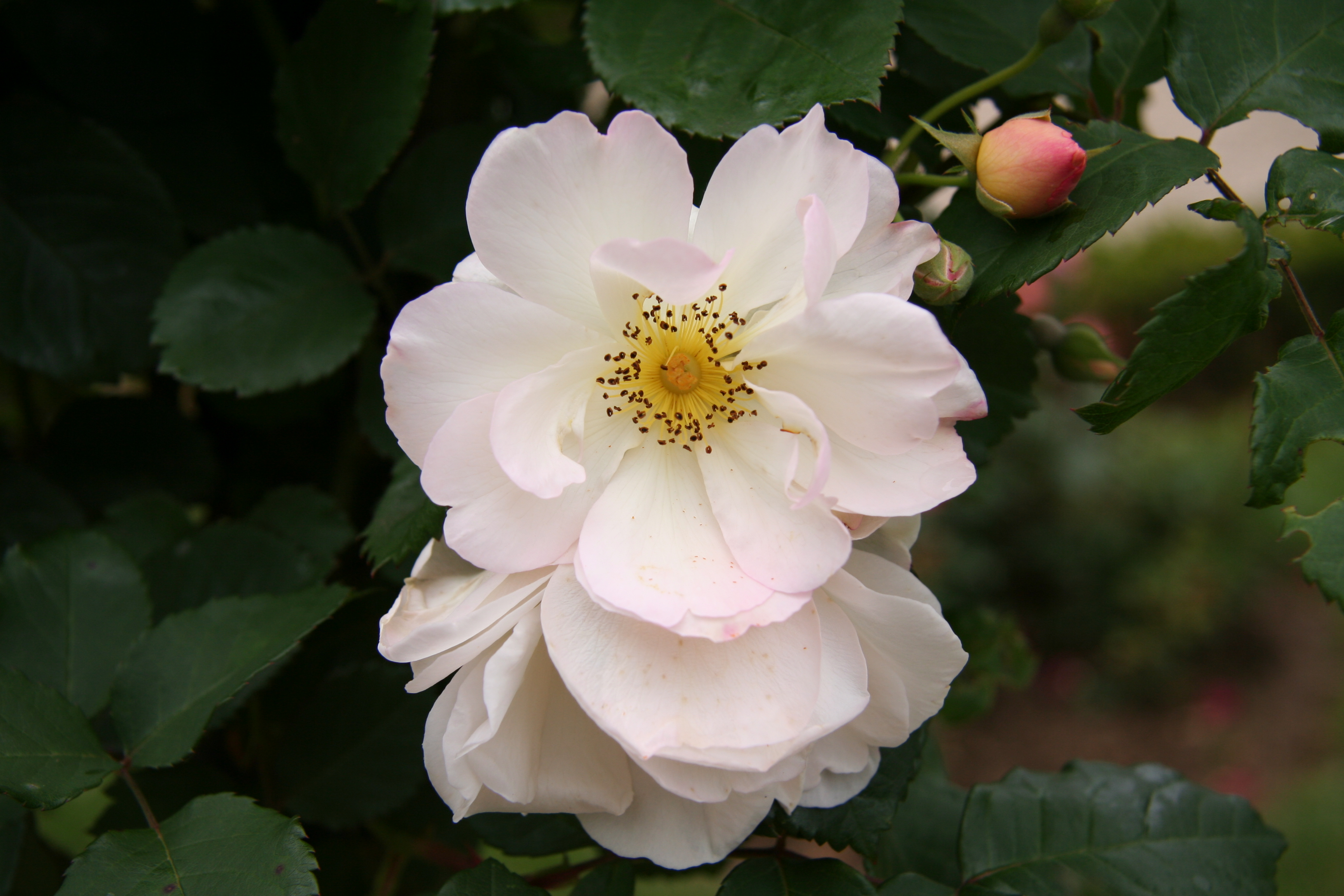
'Penelope', Pemberton 1924.